# Wilhelm Lundqvist
Wilhelm Edvard Lundqvist, född 10 april 1860 i Stockholm, död 5 december 1931 i Söderhamn, var en svensk musikdirektör.
Lundqvist var under 14 år verksam som militärmusiker vid Skaraborgs regemente i Skövde, men lämnade därefter det militära. År 1894 bildade han Odéonkapellet, vilket då med stort bifall konserterade på stadshotellet i Karlskrona, varefter kapellet nådde lika stor framgång i Kristianstad. Under de följande åren fortsatte kapellet att turnera i nästan alla Sveriges städer, överallt med samma framgång. En dåtida recensent skrev att Lundqvist "icke bjuder på den sedvanliga, ofta underhaltiga musik, som enligt gammal slentrian presteras af de ambulerande kapellen, utan lägger sig vinn om att låta publiken höra musik af gediget värde." År 1911 övertog Lundqvist den av August Waidele grundade musikhandeln i Söderhamn, vilken han var innehavare av till sin död. 
Musikhandeln övertogs 1932 av militärmusikern Hilmer Hammarlund och drevs senare fram till 2006 av dennes son Gunnar Hammarlund (1929–2017), även känd som jazzmusiker.